# Cliff Branch
Cliff Branch (* 1. August 1948 in Houston; † 3. August 2019) war ein US-amerikanischer American-Football-Spieler auf der Position des Wide Receivers. Er spielte von 1972 bis 1985 für die Oakland Raiders in der National Football League (NFL) und gewann mit den Raiders drei Mal den Super Bowl, (Super Bowl XI, Super Bowl XV und Super Bowl XVIII).
1979 war sein bestes Jahr in seiner 14-jährigen NFL-Karriere. Er fing 46 Pässe, lief 1.111 Yards und erzielte zwölf Touchdowns. 1985 endete seine Karriere als Profispieler. Branch spielte 1988 noch einmal für die Los Angeles Cobras in der Arena Football League.

## Rekorde
- Den längsten gefangenen Pass in der Geschichte der Oakland Raiders (99 Yards).
- Die meisten Touchdowns bei Kickoff-Returns: acht.

| Personendaten    | Personendaten                               |
| ---------------- | ------------------------------------------- |
| NAME             | Branch, Cliff                               |
| ALTERNATIVNAMEN  | Cliffy, Branchy                             |
| KURZBESCHREIBUNG | US-amerikanischer American-Football-Spieler |
| GEBURTSDATUM     | 1. August 1948                              |
| GEBURTSORT       | Houston                                     |
| STERBEDATUM      | 3. August 2019                              |
| STERBEORT        | Bullhead City, Arizona                      |